# Ben Wilmot
Benjamin Lewis Wilmot (ur. 4 listopada 1999 w Stevenage) – angielski piłkarz występujący na pozycji obrońcy w angielskim klubie Stoke City. Wychowanek Stevenage, w trakcie swojej kariery grał także w takich zespołach, jak Watford, Udinese oraz Swansea City. Młodzieżowy reprezentant Anglii.